# Citroenhaai
De citroenhaai (Negaprion brevirostris) is een vis uit de familie van roofhaaien (Carcharhinidae), orde grondhaaien (Carcharhiniformes).

## Kenmerken
De citroenhaai kan een lengte bereiken van 340 centimeter en een gewicht van ruim 185 kg. Het lichaam van de vis heeft een langgerekte vorm. De haai heeft dunne puntige tanden die geschikt zijn om vissen te grijpen. De huid is geelbruin van kleur.

## Leefwijze
Het dieet van de nachtactieve vis bestaat hoofdzakelijk uit macrofauna en vis. Zo staan kreeftachtigen, koffer- en kogelvissen, gitaar- en stekelroggen, weekdieren en zelfs zeevogels op zijn menu.
De citroenhaai draagt vaak remora's mee.

## Voortplanting
De haai is vivipaar, waarbij de vrouwtjes om het andere jaar 4 tot 17 jongen voortbrengen in warme en ondiepe lagunes. Ze keren terug naar hun eigen geboorteplaats om dit te doen. De jongen zijn meestal dagactief.

## Verspreiding en leefgebied
Deze soort komt voor in de Grote en Atlantische Oceaan.
De citroenhaai is een zout- en brakwatervis die voorkomt in subtropische wateren. De soort is voornamelijk te vinden in zeeën en koraalriffen. De diepte waarop de soort voorkomt is maximaal 92 meter. Citroenhaaien komen in verschillende rifgebieden voor: jonge exemplaren kiezen vaak de bescherming van mangrovebossen, terwijl adolescenten samenscholen in lagunes van het kustrif of barrièrerif. Volwassen exemplaren zwermen uit naar andere gebieden, maar keren vaak terug naar dezelfde locaties om zich voort te planten.

## Relatie tot de mens
De citroenhaai is voor de visserij van aanzienlijk commercieel belang. Bovendien wordt er op de vis gejaagd in de sportvisserij. De haai blijkt voor de mens doorgaans niet gevaarlijk, als hij mensen aanvalt is er sprake van uitlokking.

De soort heeft op de Rode Lijst van de IUCN de status kwetsbaar.

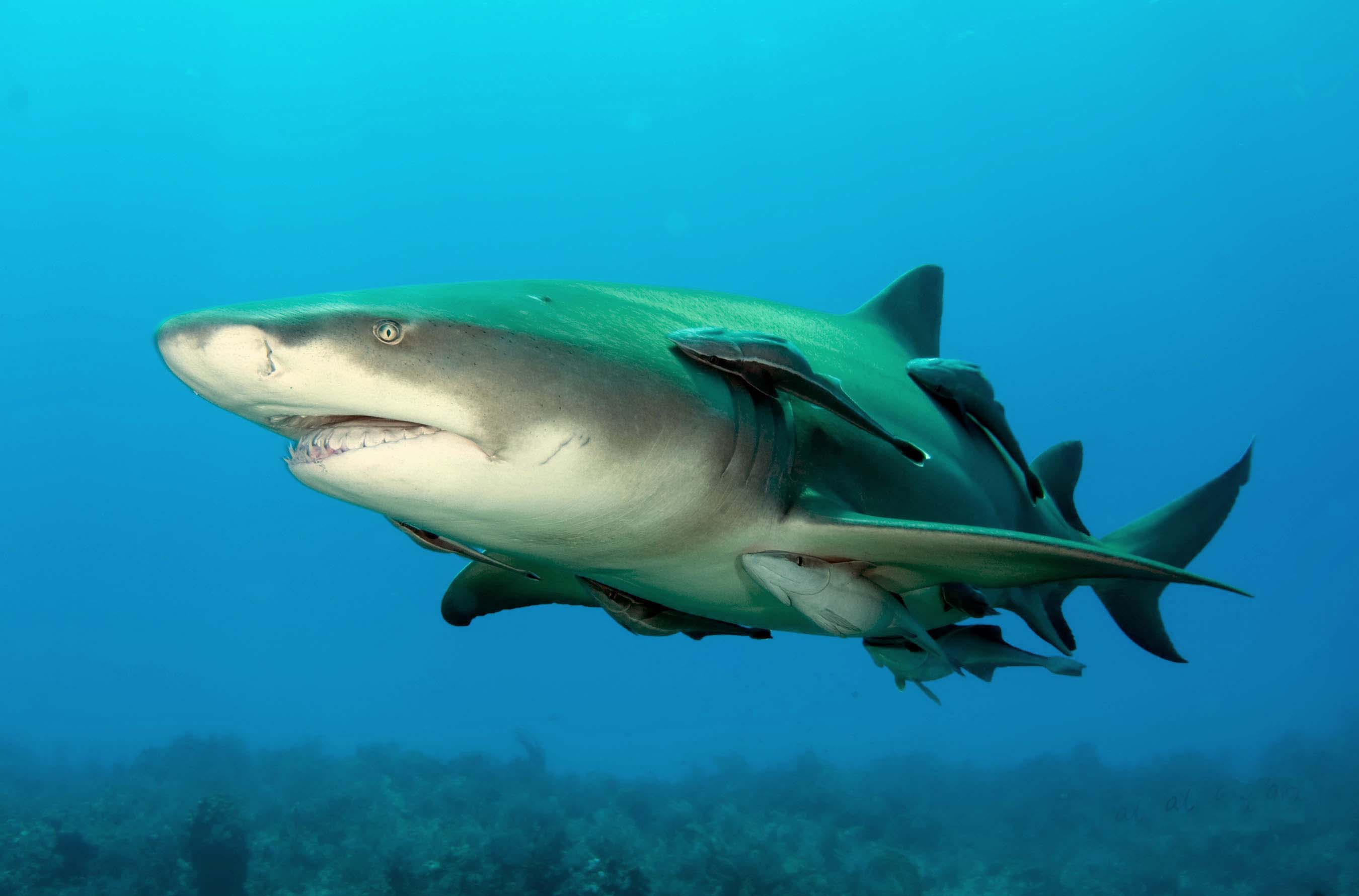
Citroenhaai met remora's (Echeneis naucrates)

## Onderzoek
Citroenhaaien vormen een dankbaar onderwerp voor de wetenschap, omdat zij gevangenschap relatief goed verdragen. Er is ook relatief veel bekend over het gedrag van deze haaien dankzij de inspanningen van de zeebioloog Dr. Samuel Gruber van de Universiteit van Miami die al vele jaren in zijn onderzoekslaboratorium in het Bimini Biological Field Station het gedrag van deze haaien bestudeert.

## Tonische immobiliteit
Tonische immobiliteit (TI) is gedrag dat bij haaien kan worden opgeroepen door ze op hun rug te draaien. Om een of andere reden leidt dit soms tot een bewegingloze toestand die op een verstijving of trance lijkt. De trance kan soms wel 15 minuten aanhouden. Als de haai daarna weer wordt teruggedraaid, zwemt hij gewoon weer door. Het fenomeen is voor het eerst door de bioloog Samuel Gruber vastgesteld bij citroenhaaien in Florida.
Gruber vermoedt dat het op de rug draaien van haaien een verstoring van het evenwicht van de zintuigen veroorzaakt die TI tot gevolg heeft. TI kan echter ook tot stand worden gebracht door haaien, zoals de witte haai of Caribische rifhaai over de snuit te strelen. Over de oorzaken van dit wonderlijke fenomeen tast de wetenschap nog in het duister. Het strelen over de snuit heeft misschien ook te maken met een overstimulatie van de daar aanwezige ampullen van Lorenzini.